# Es Quadrat
Es Quadrat és el barri central de la ciutat de Llucmajor (Mallorca), que correspon a la vila planificada per Jaume II de Mallorca el 1300. Està delimitat pels carrers d'es Convent al llevant, d'es Vall al migjorn, Major al ponent, i de Jaume II i Orient a la tramuntana. Té la forma quasi d'un quadrat perfecte, d'on li ve el nom, amb costats de 452 m (107 destres) de longitud mitjana, i amb una superfície de 21 hectàrees (29 quarterades). En ell s'hi troben situats alguns dels edificis més representatius de la ciutat (Ajuntament, Plaça d'Espanya, Església parroquial de Sant Miquel, Rectoria, etc.). Quan s'ordenà la vila seguint les Ordinacions de Jaume II del 1300, els ordinadors traçaren aquest quadrat amb un traçat reticular, habitual a les viles noves o bastides fundades en el continent, que permetia la divisió més o manco regular dels solars, adaptant-lo a les edificacions anteriors que ja existien (plaça, església, cementiri, abeurador, rentadors, celler reial i del bisbe, botiga, carnisseria, peixateria, etc.) i als carrers antics (Nou, Ciutat, Mur o Vall, Font, Galdent, les Basses i Campos).